# Ba.65 (航空機)
Ba.65
ローマ近郊を飛ぶBa.65
- 分類：攻撃機
- 製造者：ブレダ社
- 運用者：イタリア空軍など
- 初飛行：1935年9月[1]
- 生産数：218
- 退役：1941年（イタリア空軍）
- 運用状況：退役

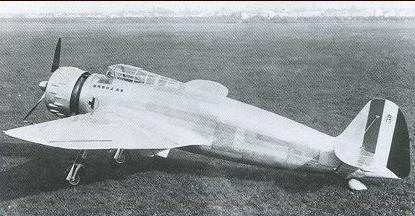
駐機されたBa.65

Ba.65はイタリアのブレダ社で開発された攻撃機で、第二次世界大戦前半とスペイン内戦において使用された。特に北アフリカと中東の戦域で多く運用された。イタリア軍が運用した150機以上に加え、合計55機がイラク、チリ、ポルトガルに輸出された。
非公式な愛称として「ニビッオ（イタリア語で鳶の意）」と呼ばれた。

## 設計・開発
Ba.64を進化させたBa.65はアントニオ・パラーノとジュゼッペ・パンツェーリによって設計された単座、全金属製、低翼単葉機で、引き込み式の降着装置を備えていた。前身機と同様に、戦闘機、攻撃機、偵察機として複数の役割を果たせるよう開発された。武装は翼内に12.7mmと7.7mmの機銃を2丁ずつ備え、爆弾は内部収納の最大200kgに加え、最大1000kgまで吊り下げられるようになっていたが、最大まで搭載すると飛行に支障が出たため実際には500kg程度までしか搭載されなかった。1935年9月に最初に飛行したプロトタイプはイソッタ・フラスキーニによってライセンス生産された522 kW(700馬力)のノーム・ローヌ 14K星型エンジンを使用していた。後により強力な746 kW(1,000馬力)のフィアット A.80 RC.41 18気筒星型エンジンが採用された。218機がブレダとカプロニによって製造された後、1939年7月に生産が中止された。

## 運用

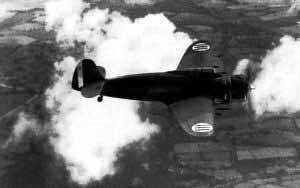
Ba.65

Ba.65はスペイン内戦中にデビューした。その後サンタンデールの戦い、テルエルの戦い、エブロの戦いに参加し、効果的であることが証明された。このことは後にドイツのJu 87と比較された際に肯定的に働いた。スペインに派遣された23機のBa.65のうち12機は内戦の過程で失われた。生き残った11機は1939年5月にスペイン空軍に移送された。
スペイン内戦においてこの機体でツポレフSB爆撃機と交戦し撃墜したパイロットが存在する。
第二次世界大戦中、Ba.65は北アフリカでイギリス軍に対して使用された。1940年6月にイタリアが参戦したときは約150機がまだ使用されていたが、イギリス軍の戦闘機に対して大きな損失を被った。その後もBa.88の失敗とCa.310の貧弱さから使用が継続されていたが、ほとんどが1942年初頭までに使用されなくなるか撃墜された。その後、急降下爆撃機の任務は改造されたSM.79や戦闘機に取って代わられたが、それまでの間も第50航空団のBa.65は勇敢に戦い、アドリアーノ・ヴィスコンティなどの熟練パイロットはこの機体の低空対地攻撃と急降下爆撃における正確さを活かしてイギリスの機甲部隊に対して戦果を上げた。
1938年にはイラク王国が2機の練習機を含む25機の複座型を購入した。これらの機体はアングロ＝イラク戦争においてイギリス軍に対して使用された。
同じく1938年にはチリが3機の練習型と17機の単座型を購入し、1939年にはポルトガルが10機の複座型を購入した。

## バリエーション
- Ba.65 K.14: イソッタ・フラスキーニ K.14レシプロエンジンと12.7mmおよび7.7mmのブレダSAFAT機関銃を2丁ずつ備えた単座地上攻撃機
- Ba.65 K.14 L: L型防御用銃座を備えたBa.65 K.14の複座型
- Ba.65 K.14 M: M型旋回銃座を備えたBa.65 K.14の複座型
- Ba.65 K.14 Dual Control: 練習および偵察型
- Ba.65 A.80: K.14をA.80レシプロエンジンに換装した輸出版
- Ba.65 H.80 L: K.14 LをA.80レシプロエンジンに換装した輸出版
- Ba.65 A.80 M: K.14 MをA.80レシプロエンジンに換装した輸出版
- Ba.65M: カプロニ・ビゾラによって再設計された急降下爆撃機バージョン。40機が配備された。

## 運用国

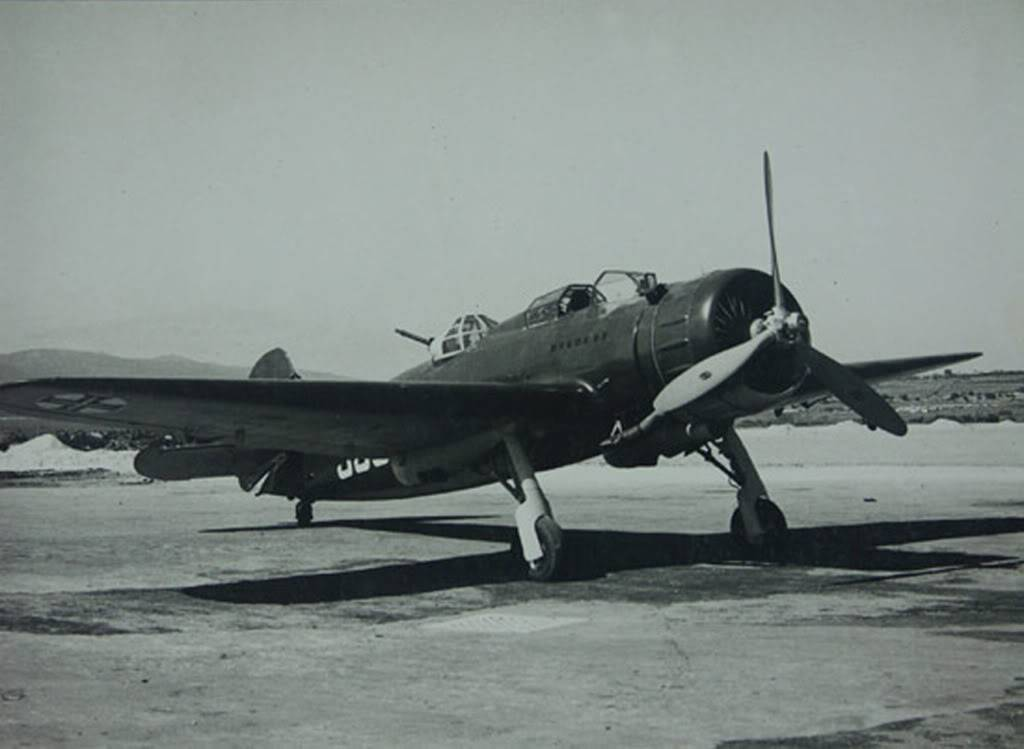
ポルトガルが購入したBa.65bis

- イタリア王国
- スペイン
- イラク
- ポルトガル
- チリ
- パラグアイ

## スペック
出典: The Encyclopedia of Weapons of World War II
Ba.65 A.80
- 乗員: 1
- 全長: 9.3 m
- 全高: 3.2 m
- 翼幅: 12.1 m
- 空虚重量: 2,400 kg
- 最大離陸重量: 2,950 kg
- 動力: フィアット A.80 空冷星型18気筒、746 kW （1,000 馬力）   × 1

性能
- 最大速度: 430 km/h
- 航続距離: 550 km

武装
- 2 × 12.7mm ブレダSAFAT機関銃
2 × 7.7mm ブレダSAFAT機関銃
- 爆弾: 500 kg